# Isole Vergini Britanniche ai Giochi della XXX Olimpiade
Le Isole Vergini Britanniche hanno partecipato ai Giochi olimpici di Londra dal 27 luglio al 12 agosto 2012 con una delegazione di 2 atleti, entrambi iscritti nella gara dei 100 metri piani. Nessuno dei due è riuscito a qualificarsi per le finali, così le Isole Vergini Britanniche hanno terminato l'avventura londinese senza conquistare medaglie.

## Atletica leggera
| Gara           | Atleta           | Batterie | Batterie | Quarti          | Quarti          | Semifinali      | Semifinali      | Finale          | Finale          |
| Gara           | Atleta           | Tempo    | Pos.     | Tempo           | Pos.            | Tempo           | Pos.            | Tempo           | Pos.            |
| -------------- | ---------------- | -------- | -------- | --------------- | --------------- | --------------- | --------------- | --------------- | --------------- |
| 100 m maschili | J'maal Alexander | 10"92    | 4º       | non qualificato | non qualificato | non qualificato | non qualificato | non qualificato | non qualificato |

| Gara            | Atleta           | Batterie | Batterie | Quarti | Quarti | Semifinali      | Semifinali      | Finale          | Finale          |
| Gara            | Atleta           | Tempo    | Pos.     | Tempo  | Pos.   | Tempo           | Pos.            | Tempo           | Pos.            |
| --------------- | ---------------- | -------- | -------- | ------ | ------ | --------------- | --------------- | --------------- | --------------- |
| 100 m femminili | Tahesia Harrigan | bye      | bye      | 11"59  | 7ª     | non qualificata | non qualificata | non qualificata | non qualificata |